# Call of Duty: Modern Warfare: Mobilized
Call of Duty: Modern Warfare: Mobilized este un joc FPS creat de n-Space și publicat de Activision pentru consola Nintendo DS. Jocul a fost lansat în toată lumea pe 10 noiembrie 2009. Jocul are majoritatea setărilor din Call of Duty: Modern Warfare 2 și multe elemente de gameplay din acel joc.